# Hammer & Sichl
Hammer & Sichl ist eine deutschsprachige Fernsehserie, die seit dem 8. November 2013 im Bayerischen Fernsehen ausgestrahlt wurde. Eine erste Staffel mit 5 Episoden wurde bis zum 13. Dezember 2013 gezeigt. Eine zweite und dritte Staffel wurde bis September 2017 gezeigt. Die Serie wurde in München und Umgebung gedreht.

## Inhalt
Die Serie handelt von zwei Figuren, die unterschiedlicher nicht sein können. Auf der einen Seite der Münchner Lebenskünstler Toni Sichl, auf der anderen der strebsame Heizungsinstallateur Jens Hammer. Notgedrungen müssen sie sich zusammentun und gründen das Unternehmen Hammer und Sichl mit dem Motto „Was wir nicht können, können Sie nicht gebrauchen!“. Die Serie lebt von den gegensätzlichen Lebenswelten der beiden Protagonisten.

## Episodenliste
| Nr. | Originaltitel          | Erstausstrahlung Deutschland |
| --- | ---------------------- | ---------------------------- |
| 1   | Hammer & Sichl         | 8. Nov. 2013                 |
| 2   | Startschwierigkeiten   | 15. Nov. 2013                |
| 3   | Ab zu den Fischen      | 22. Nov. 2013                |
| 4   | Es werde Licht         | 29. Nov. 2013                |
| 5   | Das gibt Ärger         | 13. Dez. 2013                |
| 6   | Mehr als 100 Prozent   | 12. Juni 2015                |
| 7   | Die Ausschreibung      | 19. Juni 2015                |
| 8   | Das Opfer              | 26. Juni 2015                |
| 9   | Kundenfriedhof         | 3. Juli 2015                 |
| 10  | Sabotage               | 10. Juli 2015                |
| 11  | Mamas Bester           | 17. Juli 2015                |
| 12  | Zu gut um wahr zu sein | 20. Mai 2016                 |
| 13  | Russisches Roulette    | 27. Mai 2016                 |
| 14  | Peggys Neuer           | 3. Juni 2016                 |
| 15  | Die Wetterfee          | 10. Juni 2016                |
| 16  | Auf der Flucht         | 24. Aug. 2017                |
| 17  | Sofias Geheimnis       | 31. Aug. 2017                |
| 18  | Die Zukunft ist online | 7. Sep. 2017                 |
| 19  | Vegas                  | 7. Sep. 2017                 |

## Rezeption
Manuel Weiss von Quotenmeter.de bewertet die Fernsehserie als „ein unspektakuläres, aber recht niedliches Format“. Die Serie erreichte bis zu 360.000 Zuschauer und neun Prozent Marktanteil im Hauptsendegebiet.